# Tom Rush
Tom Rush (Portsmouth, 8 febbraio 1941) è un cantante statunitense.

## Biografia
Durante gli anni universitari, Tom Rush intraprende la carriera musicale. Si esibisce saltuariamente in locali e pub del Massachusetts. Incide, nel mentre, i primi lavori in studio. 
Il brano No Regrets, compreso nell'album The Circle Game, raggiunge la settima posizione nella classifica UK Singles Chart. Viene, inoltre, reinterpretata da numerosi artisti americani. Per la critica e per il pubblico, la canzone è ritenuta una delle ballate più importanti del genere folk tanto da essere considerata oggi uno standard.
Tom Rush ha interpretato, nel corso della sua carriera, pezzi scritti dagli allora emergenti Jackson Browne, James Taylor e Joni Mitchell. 

## Discografia parziale
- 1962 – Tom Rush At The Unicorn (LyCornu Records)
- 1965 – Tom Rush (Elektra Records)
- 1968 – The Circle Game (Elektra Records)
- 1970 – Tom Rush (Columbia Records)